# Ocell del paradís corbí de Halmahera
L'ocell del paradís corbí de Halmahera (Lycocorax pyrrhopterus) és un ocell de la família dels paradiseids (Paradisaeidae).

## Hàbitat i distribució
Habita boscos i manglars de les terres baixes de les illes de Morotai, Rau, Bacan i Halmahera, a les Moluques septentrionals.

## Taxonomia
Lycocorax obiensis era, fins fa poc, considerada una subespècie de Lycocorax pyrrhopterus. Actualment són considerades espècies diferents arran Eaton et al. (2016)